# Мегаладапіс
Мегаладапіс або коаловий лемур (Megaladapis) — рід вимерлих велетенських лемурів з острова Мадагаскар. Виділено 2 підроди з 3 видами, морфологія яких дуже подібна. Відомі з відкладень плейстоцен-голоцену і вимерли в історичний час, вже після прибуття на острів людей.

## Морфологія
Ці лемури досягали розмірів невеликої дорослої людини, але могли бути набагато масивніше. Вони мали приосадкувате тіло і міцну, щільну статуру. Характерні потужні щелепи, схожі на щелепи корови, з великими кутніми зубами. За будовою таза мегаладапіси також кілька нагадували копитних, проте на цьому схожість з ними закінчується. Порівняно короткі, але сильні, злегка вигнуті кінцівки мали міцні пальці з видовженими фалангами. Кисть і ступня хапального типу дозволяли мегаладапіси непогано лазити по деревах.

## Спосіб життя
Мегаладапіс являв собою повільну тварину, він неквапливо перелазив по деревних стовбурах і товстим гілкам, здатним витримати його чималу вагу. Здійснювати стрибки не дозволяли солідні габарити. При необхідності переходу з одного дерева на інше, мегаладапіси незграбно пересувалися по землі на чотирьох кінцівках. Втім, деякі автори вважають цих лемурів напівдеревними тваринами й вказують на те, що при достатку підходящого корму і при відсутності великих хижаків вони могли більшу частину часу проводити на землі. Мегаладапіси були рослиноїдними, живлячись в основному листям, які діставали та підносили до рота довшими передніми кінцівками.

## Вимирання
З питання про причини зникнення мегаладапіса велися довгі суперечки. Один з можливих факторів, що негативно вплинув на їхні популяції — тривалий посушливий період, який призвів до скорочення площі тропічних лісів, місць існування лемурів (вважається, що його пік припав на XIV століття). Однак видається куди більш імовірним, що до зникнення мегаладапіса і майже третини інших видів мадагаскарських лемурів в першу чергу привели навмисні пожежі, порушення середовища існування та полювання малайських іммігрантів, які вперше прибули на острів приблизно на початку нашої ери (втім, ця дата коливається у різних джерелах від 500 р. до н. е. до 500 р. н. е.). У кожному разі, кістки мегаладапіси знаходять деколи в сотнях кілометрів від межі лісу і на них іноді зустрічаються сліди кухонної обробки. Найімовірніше, європейці мегаладапіса вже не побачили. Втім, вони цілком могли почути розповіді про них з вуст місцевих жителів.

## Види
У рід включають з види:
- Мегаладапіс Едвардса (Megaladapis edwardsi, G. Grandidier, 1899) — найбільший представник роду. Довжина його тіла становила 1,3—1,5 м, передбачувана маса 70—100 кг (за деякими джерелами навіть до 200 кг). Череп має 27,7—31,7 см завдовжки. Для цього виду характерні найбільші в роді моляри (висота першого корінного — близько 18,8 мм). Його залишки знаходили у південній та південно-західній частині Мадагаскару. Деякі радіовуглецеві датування дозволяють допустити, що він вимер пізніше за інших видів і все ще існував під час прибуття європейців в 1504 р.; розповіді місцевого населення начебто свідчать про те, що він протримався у віддалених лісових районах аж до XVII століття.
- Мегаладапіс мадагаскарський(інші мови) (Megaladapis madagascariensis, Forsyth—Major, 1894) — типовий вид, відрізнявся меншими розмірами: череп приблизно на 20 % коротший, ніж у попереднього виду (завдовжки досягає 23,5—25 см); вага тварини оцінюється приблизно в 40 кг. Висота першого корінного — близько 14 мм. Мешкав він у південній і в південно-західній частині острова.
- Мегаладапіс Грандідье(інші мови) (Megaladapis grandidieri, Standing, 1903) — близький до мегаладапіса мадагаскарського. Череп за параметрами нагадує такий мегаладапіса Едвардса, але кутні зуби знаходяться в розмірному діапазоні мегаладапіса мадагаскарського (череп завдовжки — 27—30 см, висота першого корінного — близько 15,4 мм). Вага тіла — бл. 65 кг. Відомий з північно-центральної частини острова.